# Curuglanglang
Curuglanglang is een bestuurslaag in het regentschap Pandeglang van de provincie Banten, Indonesië. Curuglanglang telt 1919 inwoners (volkstelling 2010).